# Bieługa

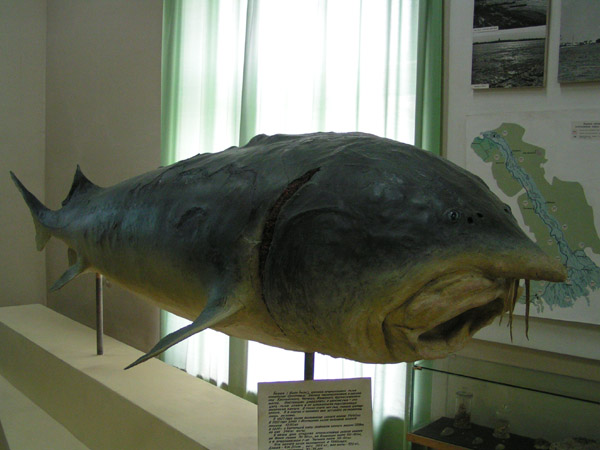
Bieługa w muzeum w Astrachaniu

Bieługa, wyz (Huso huso) – gatunek wędrownej, anadromicznej ryby z rodziny jesiotrowatych (Acipenseridae).

## Występowanie
Morze Kaspijskie, Morze Czarne, Morze Azowskie, wschodnia część Morza Śródziemnego i Morze Adriatyckie. Na tarło wpływa głównie do rzek: Wołga, Ural, Terek, Kura, Dunaj, Dniestr, Don i Dniepr. 

## Podgatunki
Wyróżniane są trzy podgatunki:
- Huso huso orientalis – wschodnia część Morza Czarnego.
- Huso huso maeorticus – Morze Azowskie.
- Huso huso caspius – Morze Kaspijskie.

## Opis
Jest jedną z największych ryb spędzających część życia w wodach słodkich. Osiągała do 5 m długości i 1500 kg masy ciała (maksymalna odnotowana masa ciała 2072 kg). Obecnie rzadko spotyka się okazy przekraczające 200 kg. Głowa jest krótka, szeroka, otwór gębowy szeroki, półksiężycowaty, wąsiki są płaskie, mięsiste, zaopatrzone w liczne, cienkie przydatki. Na grzbiecie występuje szereg 11–15 tarczek kostnych, na bokach 40–60 tarczek, a na brzuchu 9–12.

## Odżywianie
Młode okazy żywią się głównie bezkręgowcami dennymi, starsze polują na ryby. W Morzu Czarnym jej główną zdobyczą jest sardela europejska, a w Morzu Kaspijskim babki, śledzie oraz różne karpiowate. Największe osobniki mogą pożerać nawet małe foki. Bieługi żerują w nocy, prawdopodobnie wykorzystując elektroreceptory.

## Rozród
Samce dojrzewają płciowo w wieku 12–14 lat, a samice w wieku 16–18 lat. Żyją do 100 lat. Dorosłe osobniki odbywają tarło raz na 2–4 lata. Do rzeki wchodzi wiosną lub jesienią. Osobniki wchodzące jesienią zimują na gliniastym lub mulistym podłożu w głębokiej wodzie. Trą się w nurcie rzeki na kamienistym dnie. Samica składa od 300 tys. do 7,5 mln ziaren ikry. Wylęg następuje po 8–9 dniach przy temperaturze 12–14°C. Narybek natychmiast rozpoczyna spływ do morza.

## Znaczenie gospodarcze

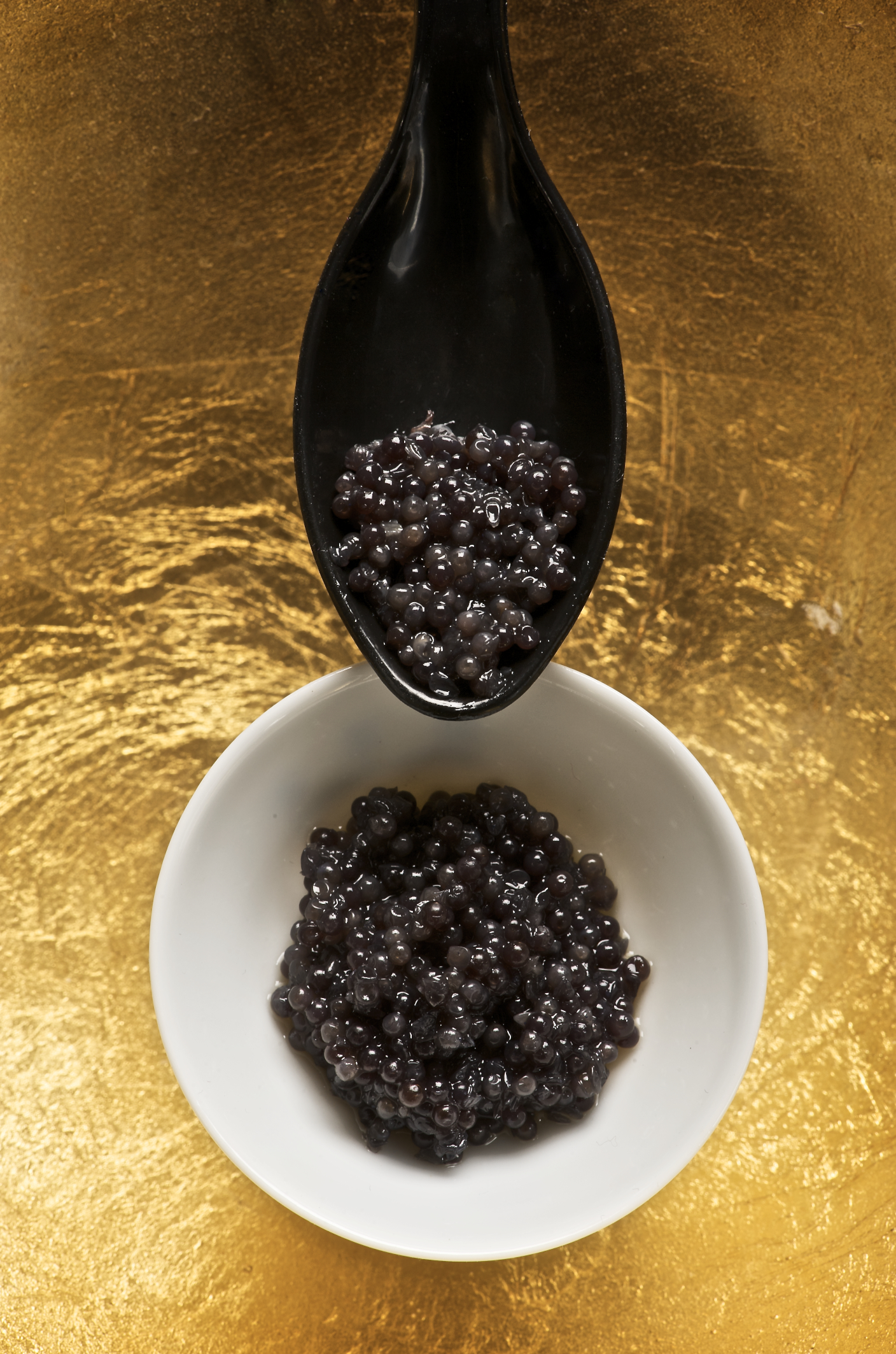
Kawior z ikry bieługi

Bieługa ma bardzo duże znaczenie gospodarcze. Szczególnie ceniona jest jej ikra, z której wyrabia się czarny kawior. Na świecie kawior bieługi jest uważany za przysmak. Mniej cenione jest jej mięso. Kawior bieługi już od dawna był trudno dostępny i drogi, a wpisanie jej na listę gatunków zagrożonych spowodowało dalsze zwiększenie jego cen.  
W wyniku skrzyżowania bieługi ze sterletem powstał mieszaniec zwany besterem, nadający się do hodowli w stawach.